# Argyrol
Argyrol es el nombre comercial de un antiséptico antimicrobiano que consiste en un compuesto de proteína y plata. Fue desarrollado y comercializado por el médico estadounidense Dr. Albert Barnes Coombs para tratar la gonorrea y como preventivo de la ceguera por gonorrea en los recién nacidos.
Argyrol se prescribe poco hoy día, pero dominó el mercado antimicrobiano oftálmico tópico en la primera mitad del siglo XX. Con las enormes ganancias de la venta de este medicamento, Barnes acumuló una gran colección de arte, principalmente pinturas impresionistas y del primer arte moderno, que hoy en día forman los fondos de la Fundación Barnes, una institución de arte educativo establecida por él. Las pinturas fueron valoradas en 25.000 millones de dólares, una cifra asombrosa pero que algunos expertos consideran insuficiente para aquilatar la importancia del conjunto. Entre los cuadros más valiosos, se cuentan 180 de Renoir, más de sesenta de Cézanne y una versión de La danza pintada expresamente por Matisse para la sede de la fundación.
Argyrol fue registrada en 1902 y fabricado por A.C. Barnes en exclusiva hasta que dicha empresa fue adquirida por Zonite Products Corporation en 1929. La venta de la empresa fue un doble éxito para el magnate Barnes, ya que se anticipó al Crack del 29 y además en pocos años Argyrol fue superado por otros medicamentos. 
En ocasiones, el producto no fue dispensado al público en su formato original, ya que, por ejemplo se vendió en soluciones de diferentes concentraciones. Zonite Products Corporation advirtió a los compradores que tuviesen cuidado con imitaciones de Argyrol que contenía sustancias ilegalmente sustituidas. Estos compuestos parecían Argyrol en el color.